# Tiberi Minuci Augurí
Tiberi Minuci Augurí (en llatí Tiberius Minucius Augurinus) va ser un magistrat romà del segle iv aC. Formava part de la família dels Augurí, una branca de la gens Minúcia.
Va ser elegit cònsol de Roma l'any 305 aC, l'últim any de la segona guerra samnita. Seguint indicacions del seu col·lega Postumi Megel, Augurí va atacar l'enemic samnita prop de Boviànum, i cap de les dues parts va obtenir la victòria després de tot un dia de lluita, fins que va arribar Postumi amb les seves forces i va decidir la batalla. Els samnites, cansats de lluitar tot el dia, i molts d'ells ferits, no van poder resistir l'atac i van ser derrotats. Es van capturar 21 estendards. L'endemà es va iniciar l'atac a Boviànum que va ser conquerida ràpidament. Alguns autors indiquen que Augurí va ser ferit en la lluita i va morir a Boviànum i que Marc Fulvi Curi Petí va ser nomenat cònsol en el seu lloc i ell va ser qui va dirigir la presa de Boviànum.